# Eulipoa wallacei
El talégalo de Wallace o  telégala de las Molucas  (Eulipoa wallacei sin. Megapodius wallacei) es una especie de ave galliforme de la familia Megapodiidae, el único representante del género Eulipoa.

## Distribución
Es endémico de las Molucas: se encuentra en Halmahera, Buru, Seram, Ambon, Ternate, Haruku y Bacan, aunque puede estar extinto en Ambon, Ternate, Bacan o Kasiruta.

## Hábitat y estado de conservación
Habita en la selva tropical, pero cuando pone huevos lo hace en la arena de las playas o en zonas con escasa vegetación; la puesta es nocturna.
Las principales amenazas son la recolección de huevos y los predadores asilvestrados.